# Kupa kanalica
Kanalica je vrsta zaobljenog crijepa, karakteristična za mediteransku arhitekturu. Svi osnovni elementi su istog oblika i dimenzija, najčešće dužine oko 40 cm i imaju polukružni konusni oblik, sužen na jednom kraju. Polaže se u redovima u pojačanom cementnom mortu na daščanu podlogu, letve ili gredice, tako da konkavno položen element prekriva rubove dvaju susjednih konveksnih elemenata. Od srednjeg vijeka ova vrsta pokrova proširila se i kontinentalnom Europom.

## Vanjske poveznice
|  | Zajednički poslužitelj ima još gradiva o temi Kanalica |

- Dubrovački krovovi: Izgubljena dimenzija i izložba Kanalica (znanstvena tribina)